# 1907-es magyar teniszbajnokság
Az 1907-es magyar teniszbajnokság a tizennegyedik magyar bajnokság volt. Ettől az évtől kezdve a bajnokságot a Magyar Országos Lawn-Tennis Szövetség írja ki. A bajnokságot szeptember 14. és 17. között rendezték meg Budapesten, a BLTC margitszigeti pályáján.

## Eredmények
| Versenyszám  | Arany               | Arany | Ezüst            | Ezüst | Bronz                                          | Bronz |
| ------------ | ------------------- | ----- | ---------------- | ----- | ---------------------------------------------- | ----- |
| Férfi egyéni | Zsigmondy Jenő BLTC |       | Lauber Dezső MAC |       | Schmid Ödön BLTCGabrovitz Emil Ferencvárosi TC |       |